# 정종락
정종락(1991년 1월 31일~)은 대한민국의 뮤지컬 배우이다.

## 방송
- 더블 캐스팅(2020) - Top71
- 펜트하우스 1(2020)
- 안나라수마나라(2021)
- 펜트하우스 3(2021)
- 싱포골드(2022)
- 7인의 탈출(2023)
- 7인의 부활(2024)

## 공연
- 촉석산성 아리아(2015)
- 기억전달자(2016)
- 브로드웨이 42번가(2017)
- 벤허(2019)
- 영웅본색(2019)
- 봉구네 만화방(2021)
- 진심, 언어(2024)

## 영화
- 불한당(2016)

## CF
- 삼성증권(2020)
- sh서울주택공사(2021)
- 제2벤처붐(2021)
- 버물리(2023)